# Joakim Austnes
Joakim Rune Austnes (Ålesund, 20 febbraio 1983) è un allenatore di calcio, calciatore ed ex giocatore di calcio a 5 norvegese, centrocampista del Godøy.

## Carriera

### Club
Austnes debuttò nello Aalesund il 22 aprile 2001, sostituendo Frode Fagermo nel pareggio per 3-3 contro il Sandefjord, in un match di campionato valido per la 1. divisjon. In seguito alla promozione nell'Eliteserien della squadra, datata 2002, poté esordire nella massima divisione norvegese: il 21 aprile 2003 subentrò a Marius Aam nella sconfitta per 3-1 contro il Vålerenga. Il 26 aprile segnò la prima rete in questa divisione, nel 3-3 contro il Brann.
Nel 2008, passò al Viking. Esordì in squadra il 30 marzo, sostituendo Alexander Ødegaard nel successo per 1-0 sullo Strømsgodset. Il 28 gennaio 2011 diventò allenatore-giocatore dello HaNo.

### Nazionale
Austnes giocò 12 partite per la Norvegia under 21. Debuttò il 14 gennaio 2003, sostituendo Jone Samuelsen nel pareggio per 1-1 contro il Brasile under 21.

## Statistiche

### Presenze e reti nei club
Statistiche aggiornate al 16 maggio 2011.
| Stagione        | Club            | Campionato      | Campionato | Campionato | Coppe nazionali | Coppe nazionali | Coppe nazionali | Coppe continentali | Coppe continentali | Coppe continentali | Supercoppe | Supercoppe | Supercoppe | Totale | Totale |
| Stagione        | Club            | Comp            | Pres       | Reti       | Comp            | Pres            | Reti            | Comp               | Pres               | Reti               | Comp       | Pres       | Reti       | Pres   | Reti   |
| --------------- | --------------- | --------------- | ---------- | ---------- | --------------- | --------------- | --------------- | ------------------ | ------------------ | ------------------ | ---------- | ---------- | ---------- | ------ | ------ |
| 2001            | Aalesund        | 1D              | 24         | 1          | CN              | 0               | 0               | -                  | -                  | -                  | -          | -          | -          | 24     | 1      |
| 2002            | Aalesund        | 1D              | 24         | 3          | CN              | 3               | 0               | -                  | -                  | -                  | -          | -          | -          | 27     | 3      |
| 2003            | Aalesund        | ES              | 15         | 3          | CN              | 3               | 1               | -                  | -                  | -                  | -          | -          | -          | 18     | 4      |
| 2004            | Aalesund        | 1D              | 30         | 10         | CN              | 0               | 0               | -                  | -                  | -                  | -          | -          | -          | 30     | 0      |
| 2005            | Aalesund        | ES              | 10         | 0          | CN              | 0               | 0               | -                  | -                  | -                  | -          | -          | -          | 10     | 0      |
| 2006            | Aalesund        | 1D              | 30         | 10         | CN              | 3               | 3               | -                  | -                  | -                  | -          | -          | -          | 33     | 13     |
| 2007            | Aalesund        | ES              | 24         | 5          | CN              | 4               | 3               | -                  | -                  | -                  | -          | -          | -          | 28     | 8      |
| Totale Aalesund | Totale Aalesund | Totale Aalesund | 157        | 32         |                 | 13              | 7               |                    | -                  | -                  |            | -          | -          | 170    | 39     |
| 2008            | Viking          | ES              | 17         | 0          | CN              | 4               | 1               | CU                 | 2                  | 0                  | -          | -          | -          | 23     | 1      |
| 2009            | Viking          | ES              | 4          | 0          | CN              | 0               | 0               | -                  | -                  | -                  | -          | -          | -          | 4      | 0      |
| 2010            | Viking          | ES              | 5          | 0          | CN              | 0               | 0               | -                  | -                  | -                  | -          | -          | -          | 5      | 0      |
| Totale Viking   | Totale Viking   | Totale Viking   | 26         | 0          |                 | 4               | 1               |                    | 2                  | 0                  |            | -          | -          | 32     | 1      |
| 2011            | HaNo            | 5D              | ?          | ?          | CN              | ?               | ?               | -                  | -                  | -                  | -          | -          | -          | ?      | ?      |
| 2012            | HaNo            | 6D              | ?          | ?          | CN              | ?               | ?               | -                  | -                  | -                  | -          | -          | -          | ?      | ?      |
| Totale HaNo     | Totale HaNo     | Totale HaNo     | ?          | ?          |                 | ?               | ?               |                    | -                  | -                  |            | -          | -          | -      | -      |
| Totale          | Totale          | Totale          | ?          | ?          |                 | ?               | ?               |                    | 2                  | 0                  |            | -          | -          | ?      | ?      |